# 天主教馬薩馬里蒂馬-皮翁比諾教區
天主教馬薩馬里蒂馬-皮翁比諾教區（拉丁語：Dioecesis Massana-Plumbinensis）是天主教會在義大利的一個教區。屬錫耶納-埃爾薩谷口村-蒙塔爾奇諾總教區。

## 歷史
教區前身是波普洛尼亞教區，成立於5世紀，相傳第一個主教聖塞伯尼尤斯也是教區的主保聖人。第一個有文獻記載的主教出現於5世紀末、6世紀初，他出席了羅馬舉行的宗教會議。817年波普洛尼亞陷落，教座多次遷移，至11世紀定於馬薩。
1075年11月20日，教宗把教區納入聖座直轄，1133年交由比薩管轄，此後自1459年4月23日歸錫耶納管轄。1978年5月14日易名至今。波普洛尼亞降為名銜教區。

## 現況
教區包括格羅塞托省西北部、里窩那省南部，教座位於馬薩馬里蒂馬。2004年有教友126,000人，佔轄區總人口98.7%。教區下轄五十三個堂區，有六十二名司鐸。現任教區主教為嘉祿·恰蒂尼。